# Saint-Prix-lès-Arnay
Saint-Prix-lès-Arnay é uma comuna francesa na região administrativa da Borgonha-Franco-Condado, no departamento de Côte-d'Or. Estende-se por uma área de 11,24 km². Em 2010 a comuna tinha 226 habitantes (densidade: 20,1 hab./km²).